# Mad Love (Mabel)
Mad Love è un singolo della cantante britannica Mabel, pubblicato il 7 giugno 2019 come secondo estratto dal primo album in studio High Expectations.
Il brano è stato scritto dalla stessa cantante con Camille Purcell e Steve Mac, e prodotto da quest'ultimo.

## Accoglienza
DIY Magazine ha scritto che Mad Love vede Mabel più impertinente che mai, chiamandolo "un inno per liberare le donne e farle parlare di cosa (e chi) vogliono". Robin Murray di Clash ha descritto la canzone come "un'esplosione di energia positiva in un mondo sempre più oscuro".

## Video musicale
In concomitanza con l'uscita del singolo sulle piattaforme digitali, sul canale Vevo-YouTube della cantante è stato pubblicato il videoclip ufficiale.

## Classifiche

### Classifiche settimanali
| Classifica (2019) | Posizione massima |
| ----------------- | ----------------- |
| Australia         | 67                |
| Austria           | 56                |
| Belgio (Fiandre)  | 50                |
| Belgio (Vallonia) | 60                |
| Croazia           | 54                |
| Germania          | 54                |
| Grecia            | 32                |
| Irlanda           | 6                 |
| Lituania          | 30                |
| Paesi Bassi       | 33                |
| Polonia           | 7                 |
| Regno Unito       | 8                 |
| Repubblica Ceca   | 74                |
| Romania           | 59                |
| Slovacchia        | 43                |
| Svezia            | 75                |
| Svizzera          | 46                |

### Classifiche di fine anno
| Classifica (2019) | Posizione |
| ----------------- | --------- |
| Paesi Bassi       | 89        |
| Regno Unito       | 58        |